# Canora (circonscription saskatchewanaise)
Pour les articles homonymes, voir Canora.
Circonscription électorale provinciale du Canada
Canora est une circonscription électorale provinciale de la Saskatchewan au Canada. Elle est représentée à l'Assemblée législative de la Saskatchewan de 1908 à 1934 et de 1938 à 1995.

## Géographie
La circonscription était centrée autour de la ville de Canora.

## Liste des députés
1908-1934
| Parlement | Années    | Député                | Député                     | Parti             |
| Canora    | Canora    | Canora                | Canora                     | Canora            |
| --------- | --------- | --------------------- | -------------------------- | ----------------- |
| 2e        | 1908–1912 |                       | John Duff Robertson (en)   | Libéral           |
| 3e        | 1912–1917 |                       | John Duff Robertson (en)   | Libéral           |
| 4e        | 1917–1921 | Albert Hermanson (en) |                            | Libéral           |
| 5e        | 1921–1925 | Albert Hermanson (en) |                            | Libéral           |
| 6e        | 1925–1929 |                       | Joseph Albert McClure (en) | Progressiste (en) |
| 7e        | 1929–1934 |                       | Anton O. Morken (en)       | Libéral           |

1938-1995
| Parlement                                      | Années    | Député           | Député                  | Parti                       |
| Canora                                         | Canora    | Canora           | Canora                  | Canora                      |
| ---------------------------------------------- | --------- | ---------------- | ----------------------- | --------------------------- |
| 9e                                             | 1938–1944 |                  | Myron Henry Feeley (en) | CCF                         |
| 10e                                            | 1944–1948 |                  | Myron Henry Feeley (en) | CCF                         |
| 11e                                            | 1948–1952 | Alex Kuziak (en) |                         | CCF                         |
| 12e                                            | 1952–1956 | Alex Kuziak (en) |                         | CCF                         |
| 13e                                            | 1956–1960 | Alex Kuziak (en) |                         | CCF                         |
| 14e                                            | 1960–1964 | Alex Kuziak (en) |                         | CCF                         |
| 15e                                            | 1964–1967 |                  | Gordon Romuld (en)      | Libéral                     |
| 16e                                            | 1967–1971 |                  | Al Matsalla (en)        | Néo-démocrate               |
| 17e                                            | 1971–1975 |                  | Al Matsalla (en)        | Néo-démocrate               |
| 18e                                            | 1975–1978 |                  | Al Matsalla (en)        | Néo-démocrate               |
| 19e                                            | 1978–1982 |                  | Al Matsalla (en)        | Néo-démocrate               |
| 20e                                            | 1982–1986 |                  | Lloyd Hampton (en)      | Progressiste-conservateur   |
| 20e                                            | 1986-1986 |                  | Lloyd Hampton (en)      | Western Canada Concept (en) |
| 21e                                            | 1986–1991 |                  | Lorne Kopelchuk (en)    | Progressiste-conservateur   |
| 22e                                            | 1991–1995 |                  | Darrel Cunningham (en)  | Néo-démocrate               |
| Circonscription redistribuée dans Canora-Pelly |           |                  |                         |                             |

## Résultats électoraux
1938-1995

1908-1934